# 大玄錫
大 玄錫（だい げんしゃく）は、渤海の第13代王。偽書とされる『桓檀古記』では廟号を明宗、諡号を景皇帝とする。

## 生涯
大虔晃の嫡孫。祖父の死後即位し、唐の咸通年間に三度国使を送った。咸通12年（871年）には楊成規ら105人を日本に遣使した。乾符3年（876年）には政堂省の孔目官や楊中遠ら105人を、中和2年（882年）には裴頲ら105人を遣使している。
乾寧2年（895年）に死去。子の大瑋瑎が王位を継いだ。